# Phyllagathis stolonifera
Phyllagathis stolonifera är en tvåhjärtbladig växtart som beskrevs av Ruth Kiew. Phyllagathis stolonifera ingår i släktet Phyllagathis och familjen Melastomataceae. Inga underarter finns listade i Catalogue of Life.